# Ferme du Colombier
La ferme du Colombier est une ferme située à Saint-Sulpice, en France.

## Localisation
La ferme est située dans le département français de l'Ain, sur la commune de Saint-Sulpice.

## Historique
L'édifice est classé au titre des monuments historiques en 1930.